# Lissycasey
Lissycasey (Iers: Lios Uí Chathasaigh) is een lintdorp in County Clare, Ierland.
Lissycasey maakt deel uit van de parochie "Ballynacally & Lissycasey". De parochie zelf maakt deel uit van de "Radharc na n-Oiléan Cluster" van parochies binnen het bisdom Killaloe.
Het dorp ligt aan de Nationale Route N68.
Lissycasey kent meerdere kleine supermarkten, benzinestations, pubs en eetgelegenheden. De grootste voorzieningen zijn Lissycasey GAA en de Lissycasey National School.